# أحمد إبراهيم الجيزاوي

## أحمد محب الدين إبراهيم الجيزاوي
هو شاعر مصري، ولد في قرية المنيا الشرفا بمركز الصف في محافظة الجيزة في عام 1902م، وتوفي في عام 1981م.
قضى حياته في مصر والسودان.
عمل مدرسًا في مدرسة أبي الريش الأميرية بمدينة أسوان بعد تخرجه، ثم أعير إلى السودان، وعمل بها لعدة سنوات، ثم عاد ليعمل في إدارة حلوان التعليمية، وترقى في منصبه، حتى صار مديرًا عامًا لها.
كان عضو اتحاد كتاب مصر، وعضو نادي المعلمين.
نشط في العمل الوطني والثوري وأيد كفاح سعد زغلول وصدور دستور 1923 في عهد الملك فؤاد.

## الإنتاج الشعري
له ديوان بعنوان: «أناشيد مصر والسودان» - مطبعة عطايا - [القاهرة] [1934]، وله نشيد وطني بعنوان: «مصر الفتاة» - اعتمدته الإذاعة المصرية.

## مؤلفات أخرى
- له عدة مؤلفات منها: «ما وراءك يا خزان أو بلاد النوبة للتاريخ»، «عرش الحب والجمال أو الحياة الزوجية»، «ما بين أسوان وحلفا أو مركز الدر للتاريخ»، «دموعي: أدب، فلسفة، تاريخ».
ما أتيح من شعره قليل، وهو لا يكشف عن جوانب تجربته الفنية، حيث يغلب عليه نظم الأناشيد التعليمية الموزونة متنوعة القوافي، تتضمن الحكم والمواعظ الموجهة للناشئة، التي توضح بعض السلوكيات الاجتماعية، وتحض على التمسك بالدين وحب الوطن وتعلي من شأن المناسبات، وغير ذلك مما يتعلمه الناشئ، لغته سلسة متناسبة مع أغراضه، وهو متنوع في أساليبه؛ فبعض قصائده حواريات ذات طابع تمثيلي.

## بعض عناوين القصائد
- أنشوة البدر
- أواه
- صوت الاستقلال
- بين التلميذ والأب الجاهل

## وصلات أخرى
- معجم البابطين لشعراء العربية في القرنين التاسع عشر والعشرين